# Strychnos panamensis
Espèce
Strychnos panamensis est une espèce de plantes dicotylédones de la famille des Loganiaceae, originaire des régions tropicales d'Amérique.
Ce sont des lianes ou des arbustes grimpants, qui se rencontrent sur le versant pacifique du Mexique tropical jusqu'au nord-est du Venezuela et au nord de la Colombie. L'espèce est assez commune le long des rivages, plus rare dans les forêts humides.

## Taxinomie

### Synonymes
Selon The Plant List (29 août 2019) :
- Strychnos hachensis H.Karst.
- Strychnos longissima Loes.
- Strychnos panamensis var. hirtiflora Standl.
- Strychnos tabascana Sprague & Sandwith

### Liste des variétés
Selon Tropicos (29 août 2019) (Attention liste brute contenant possiblement des synonymes) :
- Strychnos panamensis var. hirtiflora Standl.
- Strychnos panamensis var. panamensis